# بيرنارد ويلكنسون
بيرنارد ويلكنسون (بالإنجليزية: Bernard Wilkinson)‏ هو لاعب كرة قدم سابق، لعب مع نادي شيفيلد يونايتد ومنتخب إنجلترا.

## وصلات خارجية
بيرنارد ويلكنسون على موقع قاعدة بيانات كرة القدم.إي يو (الإنجليزية)
- بيرنارد ويلكنسون على موقع ناشيونال فوتبول تيمز (الإنجليزية)